# Brittany Hogan
Pour les articles homonymes, voir Hogan.
 (octobre 2024).
Pas d'image ? Cliquez ici

a Compétitions nationales et continentales officielles uniquement.

b Matchs officiels uniquement.
Dernière mise à jour le 13 octobre 2024.
Brittany Hogan, née le 19 septembre 1998 à Killinchy (en) (Irlande du Nord), est une joueuse internationale irlandaise de rugby à XV et internationale de rugby à sept évoluant au poste de troisième ligne centre.

## Biographie
Brittany Hogan naît le 19 septembre 1998 à Killinchy (en) en Irlande du Nord. Elle joue en 2024 au club du Old Belvedere RFC et pour la province d'Ulster.
Elle cumule, à la fin de l'été 2024, 23 sélections en équipe d'Irlande quand elle est retenue pour le WXV 1 au Canada.